# Johann Zabel

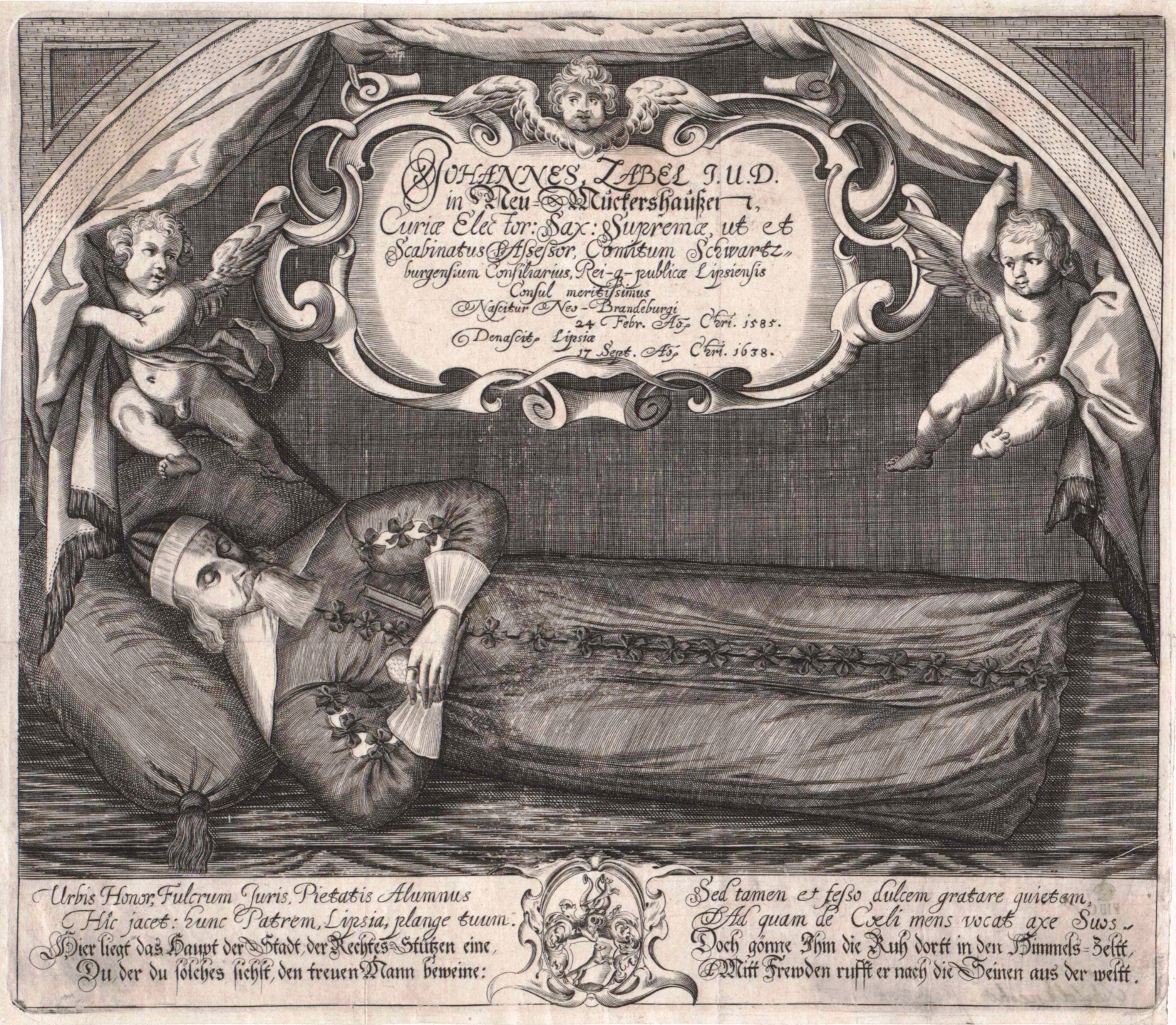
Johann Zabel auf dem Totenbett

Johann Zabel (* 24. Februar 1585 in Neubrandenburg; † 17. September 1638 in Leipzig) war ein deutscher Jurist und Bürgermeister.
Johann Zabel studierte in Jena und Heidelberg. Danach wurde er Assessor des kursächsischen Oberhofgerichts und des Schöffenstuhls Leipzig. Er wurde gräflich-schwarzburgischer Rat und ab 1631 Ratsherr sowie 1636 Bürgermeister von Leipzig.
Zabel war Erbherr auf Neumuckershausen.